# Saint-Cirgues, Lot
Saint-Cirgues är en kommun i departementet Lot i regionen Occitanien i södra Frankrike. Kommunen ligger i kantonen Latronquière som tillhör arrondissementet Figeac. År 2022 hade Saint-Cirgues 323 invånare.

## Befolkningsutveckling
Antalet invånare i kommunen Saint-Cirgues
| Referens: INSEE |